# Natroalunita
La natroalunita és un mineral de la classe dels sulfats que pertany al grup de l'alunita. El seu nom fa al·lusió al domini del sodi (natrium en llatí) en la composició i la seva relació amb l'alunita.

## Característiques
La natroalunita és un sulfat de fórmula química NaAl₃(SO₄)₂(OH)₆. A més dels elements de la seva fórmula, sol contenir impureses de potassi. Cristal·litza en el sistema trigonal. Els cristalls són romboèdrics, pseudocúbics, {0112}, amb petites (0001), també de diverses altres formes, mesuren fins a 1 mm; també poden ser fibrosos, columnars i típicament massius. És l'anàleg mineral amb alumini de la natrojarosita i amb sodi de l'alunita, amb la qual forma una sèrie de solució sòlida. La seva duresa a l'escala de Mohs és d'entre 3,5 a 4.
Segons la classificació de Nickel-Strunz, la natroalunita pertany a «07.BC: sulfats (selenats, etc.), amb anions addicionals, sense H₂O, amb cations de mida mitjana i gran», juntament amb els minerals següents: d'ansita, alunita, amonioalunita, amoniojarosita, argentojarosita, beaverita-(Cu), dorallcharita, huangita, hidroniojarosita, jarosita, natroalunita-2c, natrojarosita, osarizawaïta, plumbojarosita, schlossmacherita, walthierita, beaverita-(Zn), ye'elimita, atlasovita, nabokoïta, clorotionita, euclorina, fedotovita, kamchatkita, piypita, klyuchevskita, alumoklyuchevskita, caledonita, wherryita, mammothita, linarita, schmiederita, munakataïta, chenita, krivovichevita i anhidrocaïnita.

## Formació i jaciments
La natroalunita és menys comuna que l'alunita, formada per solucions que contenen sulfat solfataric o sulfat hidrotermal que reaccionen amb argiles, poques vegades amb sil·limanita; potser també es forma en laterites i com a mineral sedimentari autogènic. Va ser descoberta al districte de Red Mountain, al Comtat d'Ouray (Colorado, Estats Units).
La natroalunita ha estat descrita en tots els continents, exceptuant l'Antàrtida. A Catalunya ha estat trobada a la pedrera del Turó de Montcada, a Montcada i Reixac (Vallès Oriental, Barcelona).